# Raziel

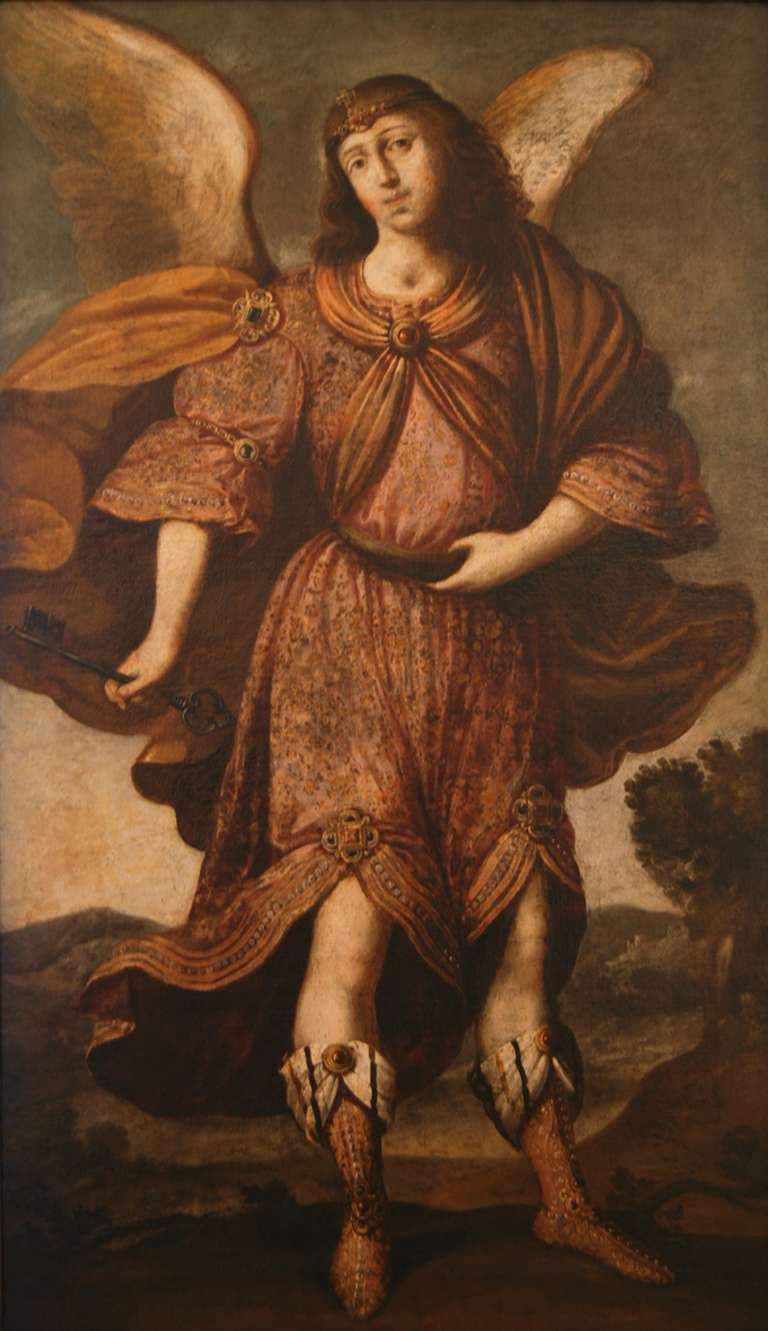
Arcángel Raziel, Círculo de Zurbarán, circa 1650.

Dentro del misticismo judío (de la Cábala), el arcángel Raziel es el «Guardián de los Secretos», «el Secreto de Dios» y el «Arcángel de los Misterios». En hebreo, el nombre "Raziel" significa: "El Guardián de los Secretos del Dios Elohim". También es llamado “Suriel”, “Raciel”, “Ratziel”, “Saraquel” o “Galizur”. Según varios rabinos, Raziel es un Querubín, y es el jefe de los Tronos (Ofanim). 

## Descripción
Se le describe como un arcángel de alas doradas, con una aura dorada brillante alrededor de su cabeza, y con ropas azules que poseen propiedades líquidas. Se le asocia con la sefirá Jojmá en Briáh, (uno de los cuatro mundos de la doctrina cabalística y francmasónica).

## Historia
Según los escritos, Raziel es el autor del conocido libro Séfer Raziel HaMalaj (El libro del arcángel Raziel), donde «está anotado todo el conocimiento celestial y terrestre» y es considerado un libro de hechos. Se dice que Raziel estaba cerca del trono de Dios y por lo tanto oía todo lo que allí se decía y discutía. De acuerdo a una leyenda, antiguamente su nombre era Jeremiel, "la misericordia de Dios", el ángel que preside sobre las almas que aguardan la resurrección, pero posteriormente sus funciones aumentaron y su nombre fue cambiado a Raziel. Se dice que el arcángel Raziel puede estar o ser cualquier persona que se sienta capaz de tener conocimiento y sabiduría y que es invocado en el gnosticismo, que según ellos se sabe que él puede ver la verdad o cualquier otra cosa mirando a los ojos.
Cuando Adán y Eva (los primeros seres humanos creados por Dios) probaron la fruta del árbol del conocimiento del bien y del mal y fueron expulsados por el Creador del jardín del Edén, Raziel, deliberadamente, les dio su libro para que los dos pudieran encontrar el camino a su hogar y comprender mejor a Dios. Se dice que los ángeles subordinados de Raziel se indignaron por esta actitud de su jefe contra las órdenes directas de Dios, por lo que se lo robaron y lo arrojaron al océano. Rahab (el demonio primordial de las profundidades) les devolvió el libro a Adán y Eva. Según otros rabinos, Dios decidió no castigar a Raziel, sino que recuperó el libro y se lo devolvió a la pareja humana. De ellos pasó a su hijo Henoc, quien más tarde se convertiría en el ángel Metatrón, (no hay ninguna referencia a él en el Tanaj judío (el Antiguo Testamento de los cristianos) ni en el Nuevo Testamento cristiano), cuando Dios se lo lleva consigo a la edad de trescientos sesenta y cinco años. Él mismo agregó textos al libro original y se lo entregó al arcángel Rafael, quien lo devolvió a la Tierra, a Noé (que de él se instruyó para poder hacer el arca, después de que Dios le explicara cómo hacerla). Después pasó a Salomón, quien obtuvo así sus extraños conocimientos. Desde entonces, el libro desapareció.
El Zohar (Libro escrito por Moíses de León Sefaradí, por tradición se le agrega al Rabino Shimon bar Yojai) asegura que en medio del Libro de Raziel hay una escritura secreta donde «se explican las mil quinientas claves (para el misterio del mundo) que no fueron reveladas ni siquiera a los ángeles». Otros rabinos judíos afirman también que todos los días el arcángel Raziel, erguido sobre el Monte Horeb, proclama los secretos de los mortales a toda la humanidad y promete guardarlos.

## En la literatura
En la novela Cartas marcadas, de Alejandro Dolina, publicada en el 2012, se menciona el Libro de Raziel como uno de los componentes principales de la obra.
En la serie de novelas Cazadores de sombras de Cassandra Clare, Raziel es el creador de los Cazadores de Sombras, una raza secreta de seres humanos, quienes son cazadores de demonios, como resultado de mezclar su sangre con la de Jonathan Shadowhunter, convirtiéndolo en el primero de su especie.
- Datos: Q249494
- Multimedia: Archangel Raziel / Q249494